# Heusden Koers 1993
De 45e editie van de Belgische wielerwedstrijd Heusden Koers werd verreden op 10 augustus 1993. De start en finish vonden plaats in Heusden. De winnaar was Vjatsjeslav Jekimov, gevolgd door Wiebren Veenstra en Jan Bogaert.

## Uitslag
| Heusden Koers 1993 |                     |                                |       |
| Plaats             | Naam                | Ploeg                          | Tijd  |
| Winnaar            | Vjatsjeslav Jekimov | Novemail-Histor-Laser Computer | 3u55' |
| 2                  | Wiebren Veenstra    | Subaru-Montgomery              | z.t.  |
| 3                  | Jan Bogaert         | Willy Naessens                 | + 10" |

1929 · 1930-1935 · 1936 · 1937 · 1938 · 1939 · 1952 · 1953 · 1954 · 1955 · 1956 · 1957 · 1958 · 1959 · 1960 · 1961 · 1962 · 1963 · 1964 · 1965 · 1966 · 1967 · 1968 · 1969 · 1970 · 1971 · 1972 · 1973 · 1974 · 1975 · 1976 · 1977 · 1978 · 1979 · 1980 · 1981 · 1982 · 1983 · 1984 · 1985 · 1986 · 1987 · 1988 · 1989 · 1990 · 1991 · 1992 · 1993 · 1994 · 1995 · 1996 · 1997 · 1998 · 1999 · 2000 · 2001 · 2002 · 2003 · 2004 · 2005 · 2006 · 2007 · 2008 · 2009 · 2010 · 2011 · 2012 · 2013 · 2014 · 2015 · 2016 · 2017 · 2018 · 2019 · 2020 · 2021 · 2022 · 2023